# Bożena Budzińska

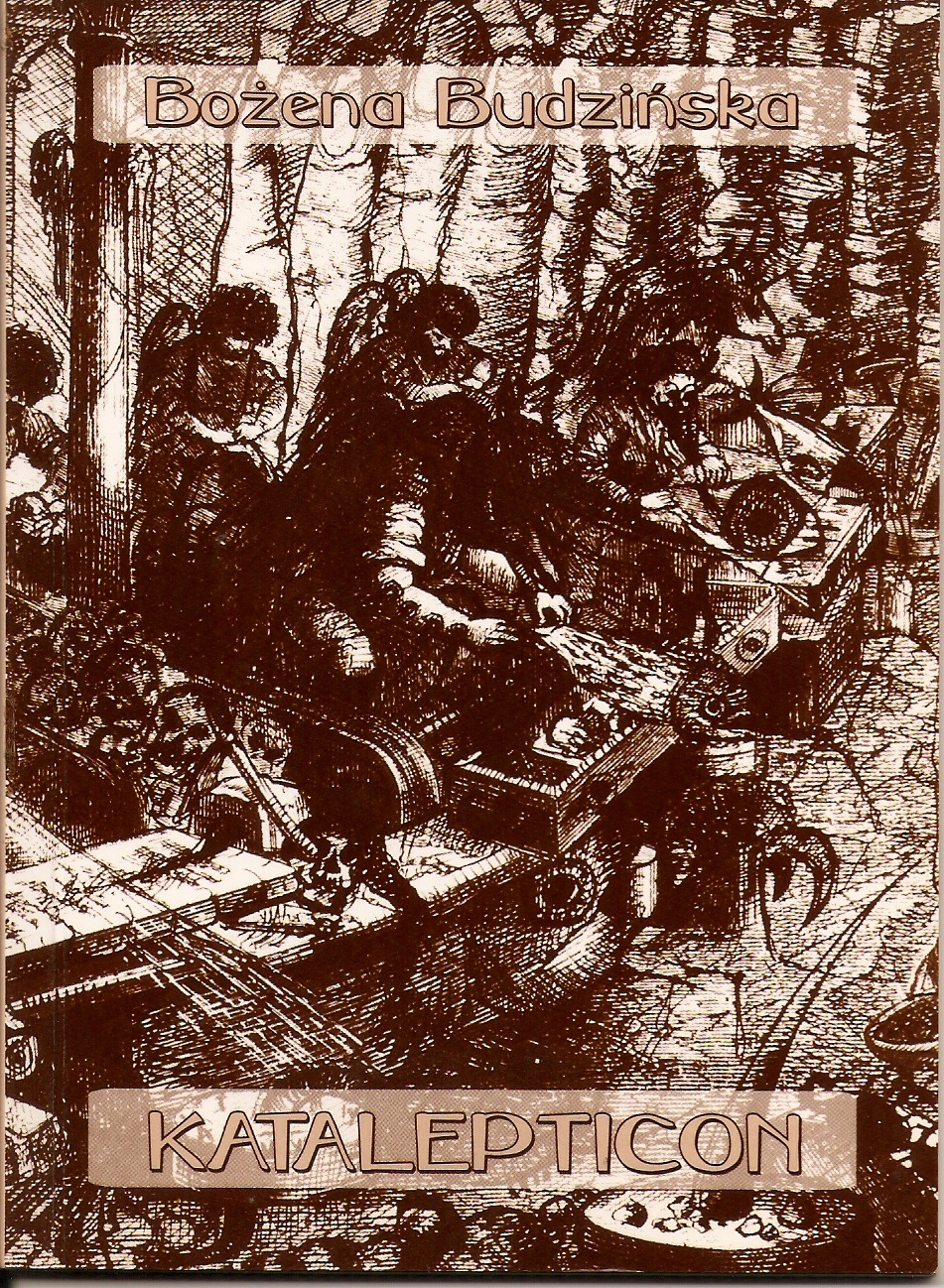
Okładka Katalepticonu zaprojektowana przez Zbigniewa Kresowatego

Bożena Barbara Budzińska (ur. 14 marca 1957 w Gdańsku, zm. 13 sierpnia 2005 w Gdańsku) – polska pisarka: poetka, prozaik, nowelistka, krytyk literacki, redaktor, pedagog. Laureatka Nagrody Literackiej im. Klemensa Janickiego, nagrodzona w Ogólnopolskim Konkursie Literackim im. Leopolda Staffa.

## Życiorys
Urodziła się i zmarła w Gdańsku. Ukończyła IV Liceum Ogólnokształcące w Gdańsku (matura 1974) oraz Uniwersytet Gdański na Wydziale Filologii Polskiej. W 1996 była redaktorem bydgoskiego kwartalnika literackiego „Metafora”. W latach 90. pracowała też jako redaktor językowy w Gdańskim Wydawnictwie Psychologicznym.
Zmarła 13 sierpnia 2005 r. po długiej chorobie.

## Twórczość
Autorka zbiorów poezji, opowiadań i powieści. Współpracowała z licznymi pismami literackimi, gdzie publikowała wiersze, prozę i teksty krytyczne: „Akant”, „Autograf”, „brulion”, „Dekada Literacka”, „Fraza”, „List Oceaniczny”, „Metafora”, „Nowy Nurt”, „Opcje”, „Przegląd Artystyczno-Literacki”, „Radostowa”, „Sycyna”, „Twórczość”, „W zmowie”, „Zgorzelecki Baedeker Literacki”.
Zadebiutowała w czasie studiów na łamach pisma „Litteraria” w 1977. Jej pierwszą zwartą publikacją był wydany własnym sumptem zbiór opowiadań Sezon na pomarańcze 1992. Zaprezentowała tam utwory cechujące się lekkością kreacji fantastycznych, nierealnych światów. Za tę publikację otrzymała w 1993 Nagrodę Literacką im. Klemensa Janickiego, przyznawaną wówczas przez redakcję czasopisma „Metafora”.
W podobnym tonie utrzymany był kolejny zbiór opowiadań - Matowe okno 1994. W tym samym roku wydała zbiór wierszy Martwa natura z ogniem w ręku. Ukazał się także Poradnik interpunkcyjny jej autorstwa. Kolejny rok to następny tomik wierszy pt. Nie było baśni 1995, w którym, kontynuując poetykę poprzedniego zbiorku, sięga do symboli kulturowych, odwołuje się do mitów i znanych toposów.
Rok 1998 przyniósł zbiór opowiadań Trans, a rok 1999 - tom poezji Landrynkowy areszt. W roku 2000 ukazały się Alkowy Edenu powieść zaplanowana jako pierwszy tom sagi metaforystycznej. Jej stylizowana na powieść awanturniczą akcja rozgrywa się w fantastycznym świecie przypominającym nieco epokę baroku.
Ze względu na kreację wielu narratorów, utożsamianych z autorami tekstów, jej twórczość bywa wpisywana w nurt metaweryzmu.
Jan Tomkowski, podziwiając prywatną mitologię pisarstwa Budzińskiej, klasyfikuje jej twórczość w nurcie realizmu magicznego.
Zbigniew Kresowaty określa jej twórczość mianem metaforyzmu.

## Dzieła
- Sezon na pomarańcze (opowiadania), Gdańsk: Sumptem własnym 1992
- Matowe okno (opowiadania), Bydgoszcz: Agencja Wydawniczo-Poligraficzna „Progres” 1994[3]
- Martwa natura z ogniem w ręku (wiersze), Gdańsk: Gdańskie Towarzystwo Przyjaciół Sztuki 1994
- Nie było baśni (wiersze), Bydgoszcz: Tanan 1995
- Trans (opowiadania), Gdańsk: Gdańskie Towarzystwo Przyjaciół Sztuki 1998[4]
- Landrynkowy areszt (wiersze), Bydgoszcz: Instytut Wydawniczy Świadectwo 1999[5]
- Alkowy Edenu (powieść), Bydgoszcz: Instytut Wydawniczy Świadectwo 2000[6]
- Katalepticon, Gdańsk; Kraków: Wydawnictwo Towarzystwo Słowaków w Polsce 2005[7]

Publikacje w antologiach:
- Czwarte Nadnyskie Spotkania Literackie. Zgorzelec 21-22 kwietnia 1995 (Prezentacje), red. Marian Szałecki, Zgorzelec: Obrzeża 1995
- Druga przechadzka... (laureaci II Ogólnopolskiego Konkursu Literackiego im. Leopolda Staffa), red. Antoni Dąbrowski, Starachowice-Skarzysko: Oficyna Wydawnicza Radostowa 1999

Inne:
- Poradnik interpunkcyjny, Gdańsk: Harmonia 1994
- Testy egzaminacyjne z języka polskiego dla kandydatów do szkół średnich, Gdańsk: Harmonia 1996 (wyd. 2)
- Język polski - testy egzaminacyjne, gimnazjum, szkoła średnia, Gdańsk: Harmonia 1998

## Nagrody
- Nagroda Literacka im. Klemensa Janickiego (1993)
- II nagroda w II Ogólnopolskim Konkursie Literackim im. Leopolda Staffa (1999)